# Ошибки первого и второго рода
Оши́бка пе́рвого ро́да (𝛼-ошибка, ложноположительное заключение) — ситуация, когда отвергнута верная нулевая гипотеза (об отсутствии связи между явлениями или искомого эффекта).
Оши́бка второ́го ро́да (β-ошибка, ложноотрицательное заключение) — ситуация, когда принята неверная нулевая гипотеза. 
Данные понятия являются ключевыми в задачах проверки статистических гипотез в математической статистике. Эти понятия широко применяются в различных областях, когда требуется принять «бинарное» решение — да или нет — на основе определенного критерия (теста, проверки, измерения). Однако такие решения могут быть ненадежными с определенной вероятностью, поскольку критерий может давать ложные результаты.
Области рассмотрения ошибок первого и второго рода также включают инженерию, экономику, медицину, социологию, экологию и другие области, где статистические методы используются для принятия решений на основе данных. Понимание и управление ошибками первого и второго рода являются важными аспектами при проведении статистических исследований и принятии решений на основе статистических выводов.

## Определения
Пусть дана выборка {\displaystyle \mathbf {X} =(X_{1},\ldots ,X_{n})^{\top }} из неизвестного совместного распределения {\displaystyle \mathbb {P} ^{\mathbf {X} }}, и поставлена бинарная задача проверки статистических гипотез:
{\displaystyle {\begin{matrix}H_{0}\\H_{1},\end{matrix}}}
где {\displaystyle H_{0}} — нулевая гипотеза, а {\displaystyle H_{1}} — альтернативная гипотеза, или конкурирующая гипотеза. Предположим, что задан статистический критерий
{\displaystyle f:\mathbb {R} ^{n}\to \{H_{0},H_{1}\}},
сопоставляющий каждой реализации выборки {\displaystyle \mathbf {X} =\mathbf {x} } одну из имеющихся гипотез. Тогда возможны следующие четыре ситуации:
1. Распределение {\displaystyle \mathbb {P} ^{\mathbf {X} }} выборки {\displaystyle \mathbf {X} } соответствует гипотезе {\displaystyle H_{0}}, и она точно определена статистическим критерием, то есть {\displaystyle f(\mathbf {x} )=H_{0}}.
2. Распределение {\displaystyle \mathbb {P} ^{\mathbf {X} }} выборки {\displaystyle \mathbf {X} } соответствует гипотезе {\displaystyle H_{0}}, но она неверно отвергнута статистическим критерием, то есть {\displaystyle f(\mathbf {x} )=H_{1}}.
3. Распределение {\displaystyle \mathbb {P} ^{\mathbf {X} }} выборки {\displaystyle \mathbf {X} } соответствует гипотезе {\displaystyle H_{1}}, и она точно определена статистическим критерием, то есть {\displaystyle f(\mathbf {x} )=H_{1}}.
4. Распределение {\displaystyle \mathbb {P} ^{\mathbf {X} }} выборки {\displaystyle \mathbf {X} } соответствует гипотезе {\displaystyle H_{1}}, но она неверно отвергнута статистическим критерием, то есть {\displaystyle f(\mathbf {x} )=H_{0}}.

Во втором и четвёртом случае говорят, что произошла статистическая ошибка, и её называют ошибкой первого и второго рода соответственно.
|                               |                       | Верная гипотеза                                                | Верная гипотеза                                             |
| {\displaystyle H_{0}}         | {\displaystyle H_{1}} |                                                                |                                                             |
| ----------------------------- | --------------------- | -------------------------------------------------------------- | ----------------------------------------------------------- |
| Результат применения критерия | {\displaystyle H_{0}} | {\displaystyle H_{0}} верно принята                            | {\displaystyle H_{0}} неверно принята (Ошибка второго рода) |
| Результат применения критерия | {\displaystyle H_{1}} | {\displaystyle H_{0}} неверно отвергнута (Ошибка первого рода) | {\displaystyle H_{0}} верно отвергнута                      |

## О смысле ошибок первого и второго рода
Из определения выше видно, что ошибки первого и второго рода являются взаимно-симметричными, то есть если поменять местами гипотезы {\displaystyle H_{0}} и {\displaystyle H_{1}}, то ошибки первого рода превратятся в ошибки второго рода и наоборот. Тем не менее, в большинстве практических ситуаций путаницы не происходит, поскольку принято считать, что нулевая гипотеза {\displaystyle H_{0}} соответствует состоянию «по умолчанию» (естественному, наиболее ожидаемому положению вещей) — например, что обследуемый человек здоров, или что проходящий через рамку металлодетектора пассажир не имеет запрещённых металлических предметов. Соответственно, альтернативная гипотеза {\displaystyle H_{1}} обозначает противоположную ситуацию, которая обычно трактуется как менее вероятная, неординарная, требующая какой-либо реакции.
С учётом вышесказанного, ошибку первого рода часто называют ложной тревогой, ложным срабатыванием или ложноположительным срабатыванием. Если, например, анализ крови показал наличие заболевания, хотя на самом деле человек здоров, или металлодетектор выдал сигнал тревоги, сработав на металлическую пряжку ремня, то принятая гипотеза не верна, а следовательно совершена ошибка первого рода. Слово «ложноположительный» в данном случае не имеет отношения к желательности или нежелательности самого события.
Термин широко используется в медицине. Например, тесты, предназначенные для диагностики заболеваний, иногда дают положительный результат (то есть показывают наличие заболевания у пациента), когда на самом деле пациент этим заболеванием не страдает. Такой результат называется ложноположительным.
В других областях обычно используют словосочетания со схожим смыслом, например, «ложное срабатывание», «ложная тревога» и т. п. В информационных технологиях часто используют английский термин false positive без перевода.
Из-за возможности ложных срабатываний не удаётся полностью автоматизировать борьбу со многими видами угроз. Как правило, вероятность ложного срабатывания коррелирует с вероятностью пропуска события (ошибки второго рода). То есть: чем более чувствительна система, тем больше опасных событий она детектирует и, следовательно, предотвращает. Но при повышении чувствительности неизбежно вырастает и вероятность ложных срабатываний. Поэтому чересчур чувствительно (параноидально) настроенная система защиты может выродиться в свою противоположность и привести к тому, что побочный вред от неё будет превышать пользу.
Соответственно, ошибку второго рода иногда называют пропуском события или ложноотрицательным срабатыванием. Человек болен, но анализ крови этого не показал, или у пассажира имеется холодное оружие, но рамка металлодетектора его не обнаружила (например, из-за того, что чувствительность рамки отрегулирована на обнаружение только очень массивных металлических предметов). Данные примеры указывают на совершение ошибки второго рода. Слово «ложноотрицательный» в данном случае не имеет отношения к желательности или нежелательности самого события.
В других областях обычно используют словосочетания со схожим смыслом, например, «пропуск события», и т. п.
Так как с ростом вероятности ошибки первого рода обычно уменьшается вероятность ошибки второго рода, и наоборот, настройка принимающей решение системы должна представлять собой компромисс. Где именно находится точка получаемого такой настройкой баланса, зависит от оценки последствий при совершении обоих видов ошибок.

## Вероятности ошибок (уровень значимостии мощность)
Вероятность ошибки первого рода при проверке статистических гипотез называют уровнем значимости и обычно обозначают греческой буквой {\displaystyle \alpha } (отсюда название 𝛼-ошибка).
Вероятность ошибки второго рода не имеет какого-то особого общепринятого названия, она обозначается греческой буквой {\displaystyle \beta } (отсюда название {\displaystyle \beta }-ошибка). Однако с этой величиной тесно связана другая, имеющая большое статистическое значение — мощность критерия. Она вычисляется по формуле {\displaystyle (1-\beta ).} Таким образом, чем выше мощность критерия, тем меньше вероятность совершить ошибку второго рода.
Обе эти характеристики обычно вычисляются с помощью так называемой функции мощности критерия. В частности, вероятность ошибки первого рода есть функция мощности, вычисленная при нулевой гипотезе. Для критериев, основанных на выборке фиксированного объёма, вероятность ошибки второго рода есть единица минус функция мощности, вычисленная в предположении, что распределение наблюдений соответствует альтернативной гипотезе. Для последовательных критериев это также верно, если критерий останавливается с вероятностью единица (при данном распределении из альтернативы).
В статистических тестах обычно приходится идти на компромисс между приемлемым уровнем ошибок первого и второго рода. Зачастую для принятия решения используется пороговое значение, которое может варьироваться с целью сделать тест более строгим или, наоборот, более мягким. Этим пороговым значением является уровень значимости, которым задаются при проверке статистических гипотез. Например, в случае металлодетектора повышение чувствительности прибора приведёт к увеличению риска ошибки первого рода (ложная тревога), а понижение чувствительности — к увеличению риска ошибки второго рода (пропуск запрещённого предмета).

## Примеры использования

### Радиолокация
В задаче радиолокационного обнаружения воздушных целей, прежде всего, в системе ПВО ошибки первого и второго рода, с формулировкой «ложная тревога» и «пропуск цели» являются одним из основных элементов как теории, так и практики построения радиолокационных станций. Вероятно, это первый пример последовательного применения статистических методов в целой технической области.

### Компьютеры
Понятия ошибок первого и второго рода широко используются в области компьютеров и программного обеспечения.

#### Компьютерная безопасность
Наличие уязвимостей в вычислительных системах приводит к тому, что приходится, с одной стороны, решать задачу сохранения целостности компьютерных данных, а с другой стороны — обеспечивать нормальный доступ легальных пользователей к этим данным (см. компьютерная безопасность). В данном контексте возможны следующие нежелательные ситуации:
- когда авторизованные пользователи классифицируются как нарушители (ошибки первого рода);
- когда нарушители классифицируются как авторизованные пользователи (ошибки второго рода).

#### Фильтрация спама
Ошибка первого рода происходит, когда механизм блокировки/фильтрации спама ошибочно классифицирует легитимное email-сообщение как спам и препятствует его нормальной доставке. В то время как большинство «антиспам»-алгоритмов способны блокировать/фильтровать большой процент нежелательных email-сообщений, гораздо более важной задачей является минимизировать число «ложных тревог» (ошибочных блокировок нужных сообщений).
Ошибка второго рода происходит, когда антиспам-система ошибочно пропускает нежелательное сообщение, классифицируя его как «не спам». Низкий уровень таких ошибок является индикатором эффективности антиспам-алгоритма.
Пока не удалось создать антиспамовую систему без корреляции между вероятностью ошибок первого и второго рода. Вероятность пропустить спам у современных систем колеблется в пределах от 1 % до 30 %. Вероятность ошибочно отвергнуть валидное сообщение — от 0,001 % до 3 %. Выбор системы и её настроек зависит от условий конкретного получателя: для одних получателей риск потерять 1 % хорошей почты оценивается как незначительный, для других же потеря даже 0,1 % является недопустимой.

#### Вредоносное программное обеспечение
Понятие ошибки первого рода также используется, когда антивирусное программное обеспечение ошибочно классифицирует безвредный файл как вирус. Неверное обнаружение может быть вызвано особенностями эвристики, либо неправильной сигнатурой вируса в базе данных. Подобные проблемы могут происходить также и с антитроянскими и антишпионскими программами.

#### Поиск в компьютерных базах данных
При поиске в базе данных к ошибкам первого рода можно отнести документы, которые выдаются поиском, несмотря на их иррелевантность (несоответствие) поисковому запросу. Ошибочные срабатывания характерны для полнотекстового поиска, когда поисковый алгоритм анализирует полные тексты всех хранимых в базе данных документов и пытается найти соответствия одному или нескольким терминам, заданным пользователем в запросе.
Большинство ложных срабатываний обусловлены сложностью естественных языков, многозначностью слов: например, «home» может обозначать как «место проживания человека», так и «корневую страницу веб-сайта». Число подобных ошибок может быть снижено за счёт использования специального словаря. Однако это решение относительно дорогое, поскольку подобный словарь и разметка документов (индексирование) должны создаваться экспертом.

#### Оптическое распознавание текстов (OCR)
Разнообразные детектирующие алгоритмы нередко выдают ошибки первого рода. Программное обеспечение оптического распознавания текстов может распознать букву «a» в ситуации, когда на самом деле изображены несколько точек.

#### Досмотр пассажиров и багажа
Ошибки первого рода регулярно встречаются каждый день в компьютерных системах предварительного досмотра пассажиров в аэропортах. Установленные в них детекторы предназначены для предотвращения проноса оружия на борт самолёта; тем не менее, уровень чувствительности в них зачастую настраивается настолько высоко, что много раз за день они срабатывают на незначительные предметы, такие как ключи, пряжки ремней, монеты, мобильные телефоны, гвозди в подошвах обуви и т. п. (см. обнаружение взрывчатых веществ, металлодетекторы).
Таким образом, соотношение числа ложных тревог (идентифицикация благопристойного пассажира как правонарушителя) к числу правильных срабатываний (обнаружение действительно запрещённых предметов) очень велико.

#### Биометрия
Ошибки первого и второго рода являются большой проблемой в системах биометрического сканирования, использующих распознавание радужной оболочки или сетчатки глаза, черт лица и т. д.
Такие сканирующие системы могут ошибочно отождествить кого-то с другим, «известным» системе человеком, информация о котором хранится в базе данных (к примеру, это может быть лицо, имеющее право входа в систему, или подозреваемый преступник и т. п.). Противоположной ошибкой будет неспособность системы распознать легитимного зарегистрированного пользователя, или опознать подозреваемого в преступлении.

### Массовая медицинская диагностика (скрининг)
В медицинской практике есть существенное различие между скринингом и тестированием:
- Скрининг включает в себя относительно дешёвые тесты, которые проводятся для большой группы людей при отсутствии каких-либо клинических признаков болезни (например, мазок Папаниколау).
- Тестирование подразумевает гораздо более дорогие, зачастую инвазивные, процедуры, которые проводятся только для тех, у кого проявляются клинические признаки заболевания, и которые, в основном, применяются для подтверждения предполагаемого диагноза.

К примеру, в большинстве штатов в США обязательно прохождение новорожденными процедуры скрининга на оксифенилкетонурию и гипотиреоз, помимо других врождённых аномалий. Несмотря на высокий уровень ошибок первого рода, эти процедуры скрининга считаются целесообразными, поскольку они существенно увеличивают вероятность обнаружения этих расстройств на самой ранней стадии.
Простые анализы крови, используемые для скрининга потенциальных доноров на ВИЧ и гепатит, имеют существенный уровень ошибок первого рода; однако в арсенале врачей есть гораздо более точные (и, соответственно, дорогие) тесты для проверки, действительно ли человек инфицирован каким-либо из этих вирусов.
Возможно, наиболее широкие дискуссии вызывают ошибки первого рода в процедурах скрининга на рак груди (маммография). В США уровень ошибок первого рода в маммограммах достигает 15 %, это самый высокий показатель в мире. Самый низкий уровень наблюдается в Нидерландах, 1 %.

### Медицинское тестирование
Ошибки второго рода являются существенной проблемой в медицинском тестировании. Они дают пациенту и врачу ложное убеждение, что заболевание отсутствует, в то время как в действительности оно есть. Это зачастую приводит к неуместному или неадекватному лечению. Типичным примером является доверие результатам велоэргометрии при выявлении коронарного атеросклероза, хотя известно, что велоэргометрия выявляет только те затруднения кровотока в коронарной артерии, которые вызваны стенозом.
Ошибки второго рода вызывают серьёзные и трудные для понимания проблемы, особенно когда искомое условие является широкораспространённым. Если тест с 10%-ным уровнем ошибок второго рода используется для обследования группы, где вероятность «истинно-положительных» случаев составляет 70 %, то многие отрицательные результаты теста окажутся ложными. (См. теорему Байеса).
Ошибки первого рода также могут вызывать серьёзные и трудные для понимания проблемы. Это происходит, когда искомое условие является редким. Если уровень ошибок первого рода у теста составляет один случай на десять тысяч, но в тестируемой группе образцов (или людей) вероятность «истинно-положительных» случаев составляет в среднем один случай на миллион, то большинство положительных результатов этого теста будут ложными.

### Исследования сверхъестественных явлений
Термин ошибка первого рода был взят на вооружение исследователями в области паранормальных явлений и привидений для описания фотографии или записи или какого-либо другого свидетельства, которое ошибочно трактуется как имеющее паранормальное происхождение — в данном контексте ошибка первого рода — это какое-либо несостоятельное «медиасвидетельство» (изображение, видеозапись, аудиозапись и т. д.), которое имеет обычное объяснение.